# Jack Stephens
Jack Stephens (ur. 27 stycznia 1994 w Torpoint) – angielski piłkarz występujący na pozycji obrońcy w Southampton.

## Kariera

### Plymouth
Urodzony w Torpoint uczęszczał do Torpoint Community College, a następnie w wieku 11 lat dołączył do miejscowej drużyny Plymouth. W 2009 roku dołączył do młodzieżowej drużyny tego klubu. Następnie dostał szansę na grę w zespole rezerw, który występował w Youth Alliance. We wrześniu 2010 roku rozpoczął treningi z pierwszą drużyną i znalazł się w 18 osobowej kadrze w meczu ligowym przeciwko Sheffield Wednesday. Kierownik rozwoju młodzieży klubu John James był pod wrażeniem umiejętności Stephensa i powiedział, że Jack może występować na pozycji środkowego obrońcy, bocznego defensora, czy też defensywnego pomocnika.

### Southampton
5 kwietnia 2011 roku dołączył do drużyny Southampton, podpisując 3-letni kontrakt. Zadebiutował 7 stycznia 2012 roku w wygranym 2-1 meczu FA Cup przeciwko Coventry City. 2 stycznia 2017 roku zadebiutował w rozgrywkach Premier League, zmieniając kontuzjowanego Cedrica. 27 stycznia 2018 roku zdobył pierwszą bramkę dla Świętych w meczu o Puchar Anglii z Watfordem.

### Swindon Town (wypożyczenie)
13 marca 2014 roku został wypożyczony do Swindon Town. 1 września 2014 roku został ponownie wypożyczony do stycznia 2015 roku. 

### Middlesborugh (wypożyczenie)
31 lipca 2015 roku Stephens został wypożyczony do Middlesbrough, a tym samym podpisał nowy kontrakt z Southampton obowiązujący do 2019 roku.

### Coventry City (wypożyczenie)
1 stycznia 2016 roku został wypożyczony do Coventry City.

## Kariera reprezentacyjna
Stephens w marciu 2012 roku został powołany do kadry Anglii U-18 na mecz z Polską. 26 września zagrał pełne 90 minut spotkania na poziomie U-19 w meczu kwalifikacyjnym do Mistrzostw Europy przeciwko Estonii. Dwa dni później wystąpił w towarzyskim meczu z Wyspami Owczymi, gdzie w przerwie został zmieniony przez kolegę z klubu Caluma Chambersa. 12 listopada 2015 roku Stephens zadebiutował w kadrze U-21 i otrzymał czerwoną kartkę w 72 minucie meczu. Został powołany na młodzieżowe Mistrzostwa Europy U-21 w Polsce, które odbyły się w czerwcu 2017 roku.

## Sukcesy
Southampton
- Finalista Pucharu Ligi Angielskiej (1x): 2017[18]

Reprezentacja U-21
- Turniej w Tulonie: 2016